# 3891 Werner
A 3891 Werner (ideiglenes jelöléssel 1981 EY31) a Naprendszer kisbolygóövében található aszteroida. Schelte J. Bus fedezte fel 1981. március 3-án.